# Alpi del Platta
Le Alpi del Platta (dette anche Monti dell'Avero; Oberhalbsteiner Alpen in tedesco) sono un gruppo montuoso delle Alpi Retiche occidentali, a cavallo tra Italia (Lombardia) e Svizzera (Canton Grigioni). Il punto culminante è il Piz Platta che raggiunge i 3.392 m s.l.m.

## Toponimo
Il toponimo Alpi del Platta si riferisce alla vetta principale del gruppo, il Piz Platta. Il toponimo Monti dell'Avero si riferisce all'Alpe Avero ed al Passo Avero (2.350 m) collocati nella parte sud-occidentale (italiana) del gruppo. Il toponimo tedesco Oberhalbsteiner Alpen si riferisce alla Val Sursette (in lingua tedesca Oberhalbstein), valle percorsa dal torrente Giulia e che contorna il gruppo ad oriente.

## Classificazione

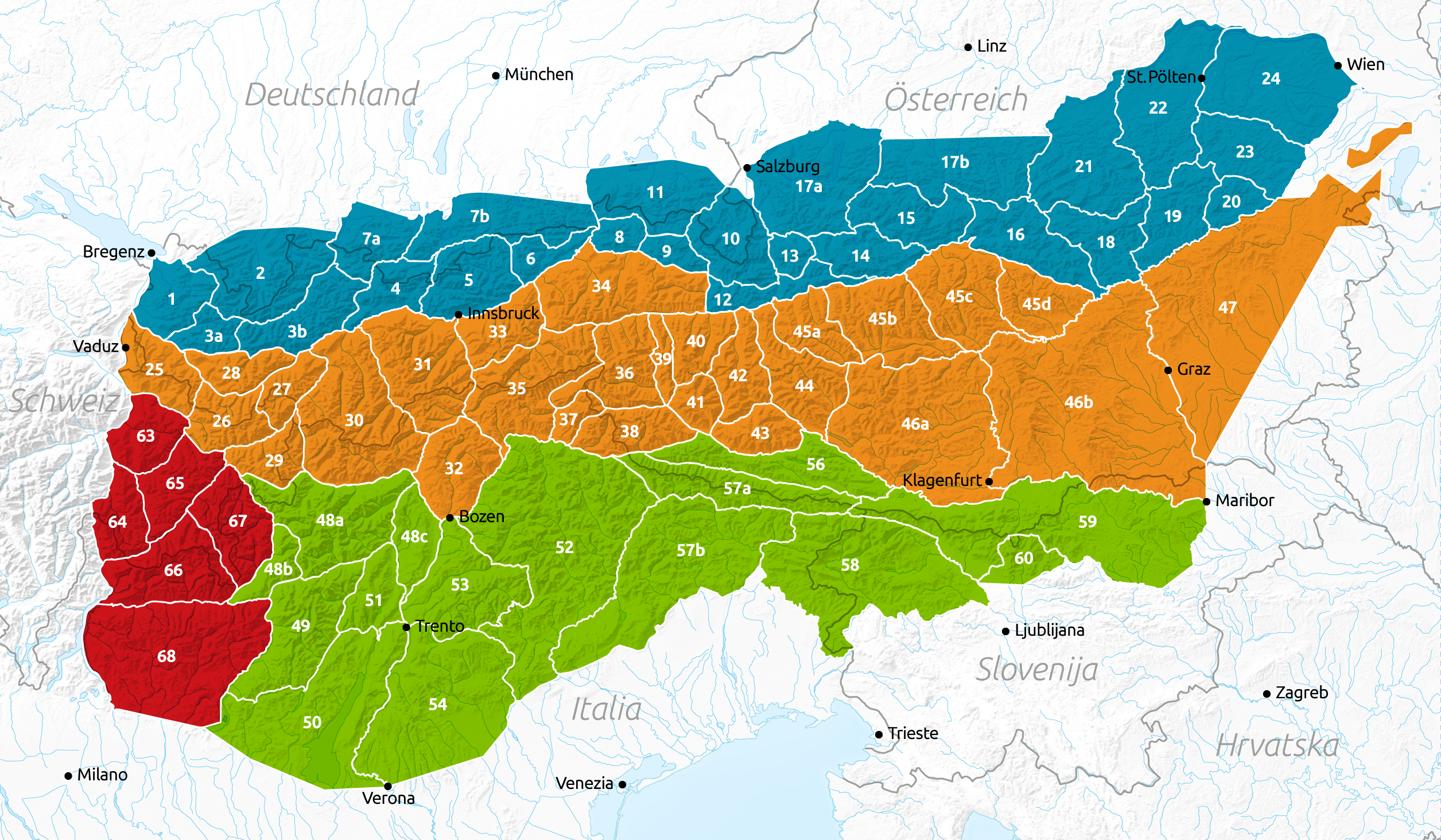
Le Alpi del Platta secondo l'AVE sono individuate dal numero 64.

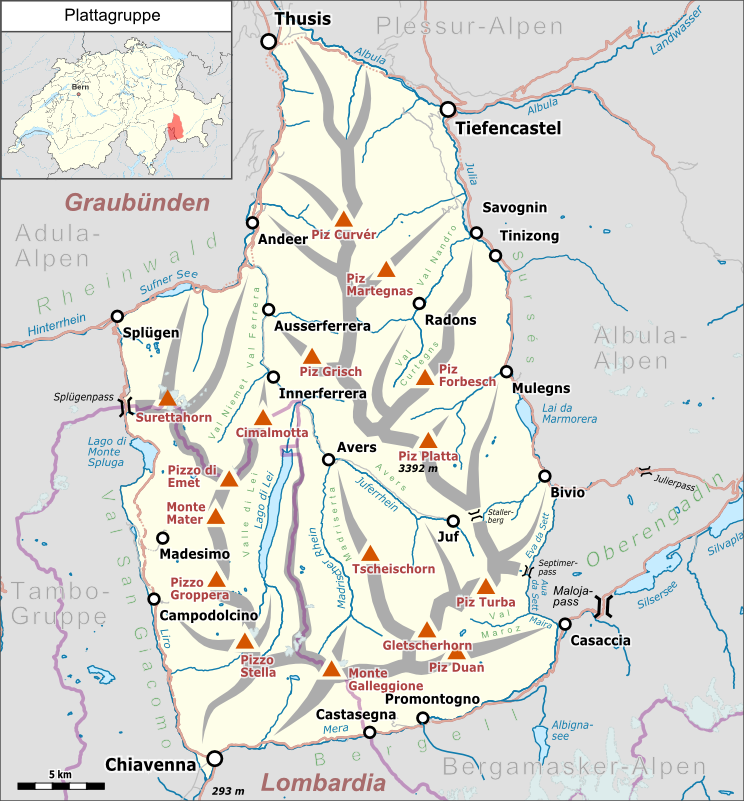
Cartina dettagliata del gruppo montuoso.

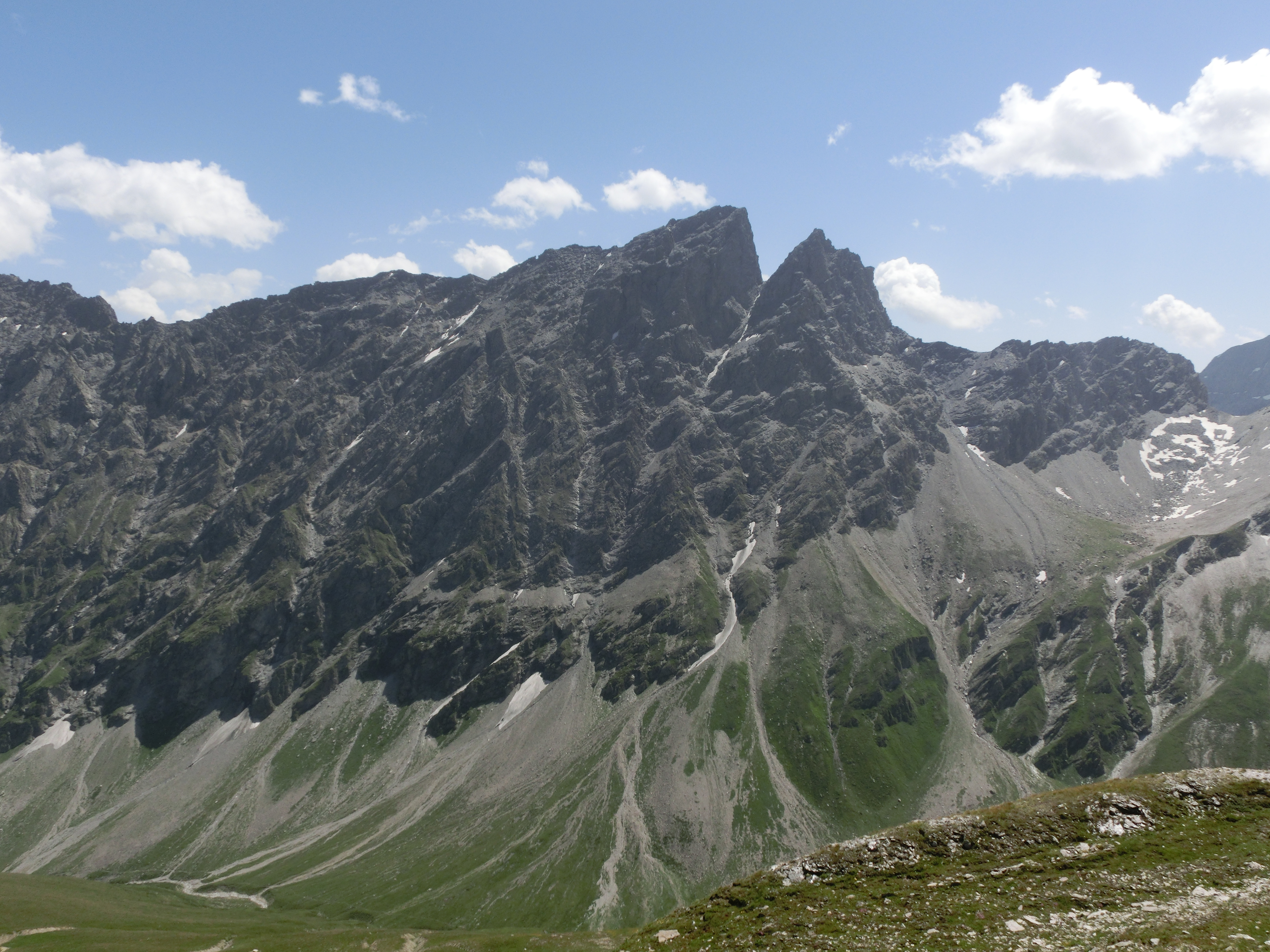
Il Piz Forbesch.

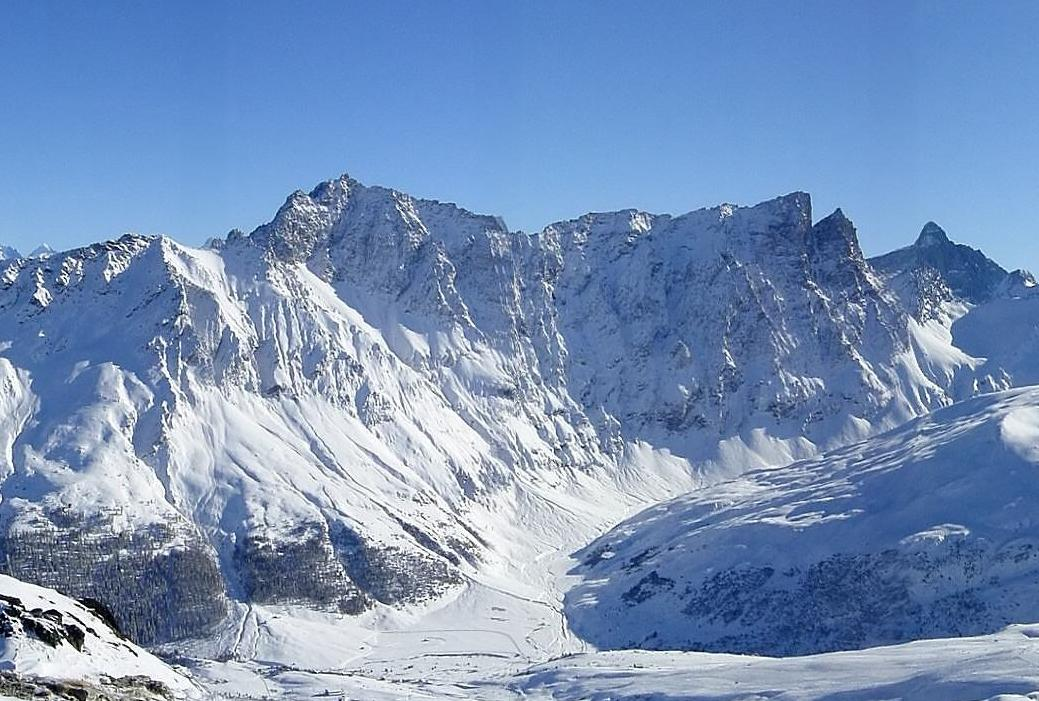
Piz Arblatsch

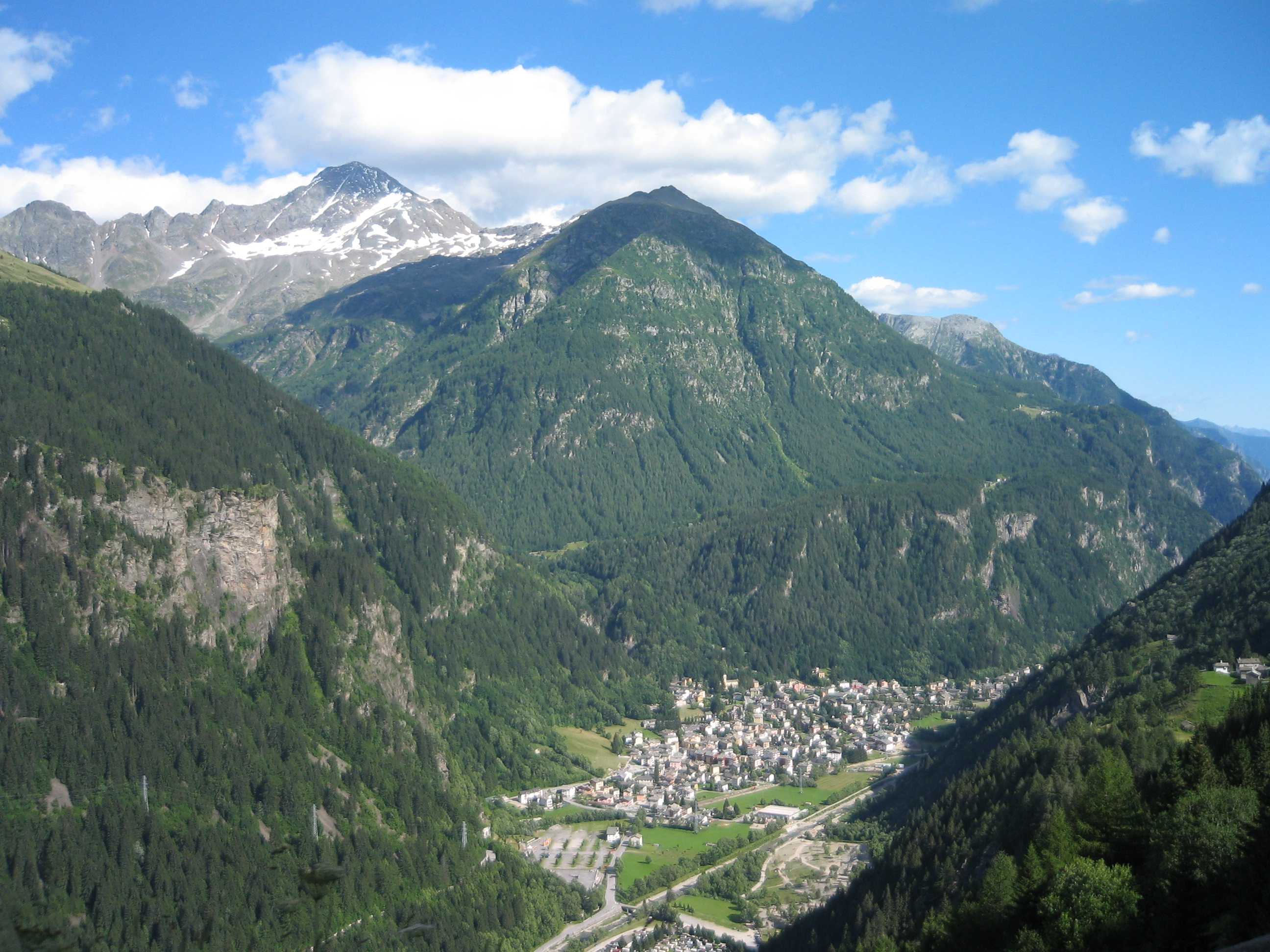
Pizzo Stella

La Partizione delle Alpi le vedeva come appartenenti alla sezione n. 11: Alpi Retiche.
L'AVE le considera come il gruppo n. 64 (su 75) nelle Alpi Orientali.
La SOIUSA le vede come sottosezione alpina e vi attribuisce la seguente classificazione:
- Grande parte = Alpi Orientali
- Grande settore = Alpi Centro-orientali
- Sezione = Alpi Retiche occidentali
- Sottosezione = Alpi del Platta
- Codice = II/A-15.I

## Geografia
Confinano:
- a nord con le Alpi del Plessur (nella stessa sezione alpina) e separate dal corso del fiume Albula,
- a nord-est con le Alpi dell'Albula (nella stessa sezione alpina) e separate dal passo Lunghin,
- a sud-est con le Alpi del Bernina (nella stessa sezione alpina) e separate dalla Val Bregaglia,
- ad ovest con le Alpi dell'Adula (nelle Alpi Lepontine) e separate dal Passo dello Spluga.

Ruotando in senso orario i limiti geografici sono: Passo dello Spluga, fiume Reno Posteriore, fiume Albula, torrente Giulia, Passo del Settimo, Val Bregaglia, Chiavenna, torrente Liro, Passo dello Spluga.

## Suddivisione
La sottosezione è suddivisa in due supergruppi, cinque gruppi e nove sottogruppi:
- Catena Suretta-Stella-Duan (A)
  - Gruppo Suretta-Emet (A.1)
    - Gruppo del Suretta (A.1.a)
    - Gruppo dell'Emet (A.1.b)

  - Gruppo Stella-Galleggione (A.2)
    - Gruppo dello Stella (A.2.a)
    - Gruppo del Galleggione (A.2.b)

  - Gruppo Duan-Gletscherhorn (A.3)
    - Gruppo del Märc (A.3.a)
    - Gruppo del Duan (A.3.b)
    - Gruppo del Gletscherhorn (A.3.c)
- Catena Platta-Forbesch-Curver (B)
  - Gruppo Platta-Forbesch (B.4)
    - Gruppo del Platta (B.4.a)
    - Gruppo del Forbesch (B.4.b)

  - Gruppo Grisch-Curver (B.5).

Il supergruppo Catena Suretta-Stella-Duan costituisce la parte sud-occidentale delle Alpi del Platta e si trova parte in Italia e parte in Svizzera. La Catena Platta-Forbesch-Curver costituisce la parte nord-orientale delle Alpi del Platta e si trova totalmente in Svizzera. I due supergruppi sono suddivisi dalla Val Ferrera, dalla valle di Avers e dal valico detto la Forcellina.

## Vette
Le vette principali delle Alpi del Platta sono:
- Piz Platta, 3392 m
- Piz Forbesch, 3262 m
- Piz Timun, 3209 m
- Piz Arblatsch, 3207 m
- Mazzaspitz, 3164 m
- Pizzo Stella, 3163 m
- Piz Duan, 3131 m
- Pizzo Galleggione, 3107 m
- Gletscherhorn, 3107 m
- Cima di Lago, 3083 m
- Piz Grisch, 3062 m
- Usser Wissberg, 3053 m
- Piz Piot, 3063 m
- Piz Bles, 3045 m
- Pizzo Suretta, 3027 m
- Tscheischhorn, 3019 m
- Piz Turba, 3018 m
- Piz Curvér, 2972 m
- Pizzo Groppera, 2948 m
- Piz dal Märc, 2948 m
- Piz Alv, 2854 m
- Piz Arlos, 2696 m

## Valichi

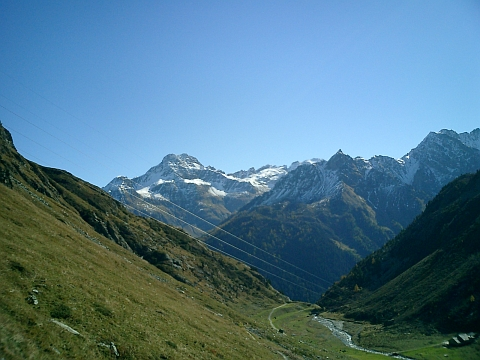
Passo del Settimo

I principali valichi che interessano le Alpi del Platta sono:
| Valico                 | Località collegate            | tipo     | Altezza |
| ---------------------- | ----------------------------- | -------- | ------- |
| Passo della Duana      | da Avers alla Val Bregaglia   | neve     | 2800    |
| Passo della Prasignola | da Avers a Soglio             | sentiero | 2720    |
| Forcella di Lago       | da Avers a Chiavenna          | sentiero | 2680    |
| Forcellina             | da Avers al passo del Settimo | sentiero | 2673    |
| Passo di Lei           | da Avers a Chiavenna          | sentiero | 2659    |
| Stallerberg            | da Avers a Bivio              | sentiero | 2584    |
| Passo del Settimo      | da Bivio alla Val Bregaglia   | sentiero | 2311    |
| Passo di Niemet        | da Innerferrera a Madesimo    | sentiero | 2280    |

## Rifugi e bivacchi

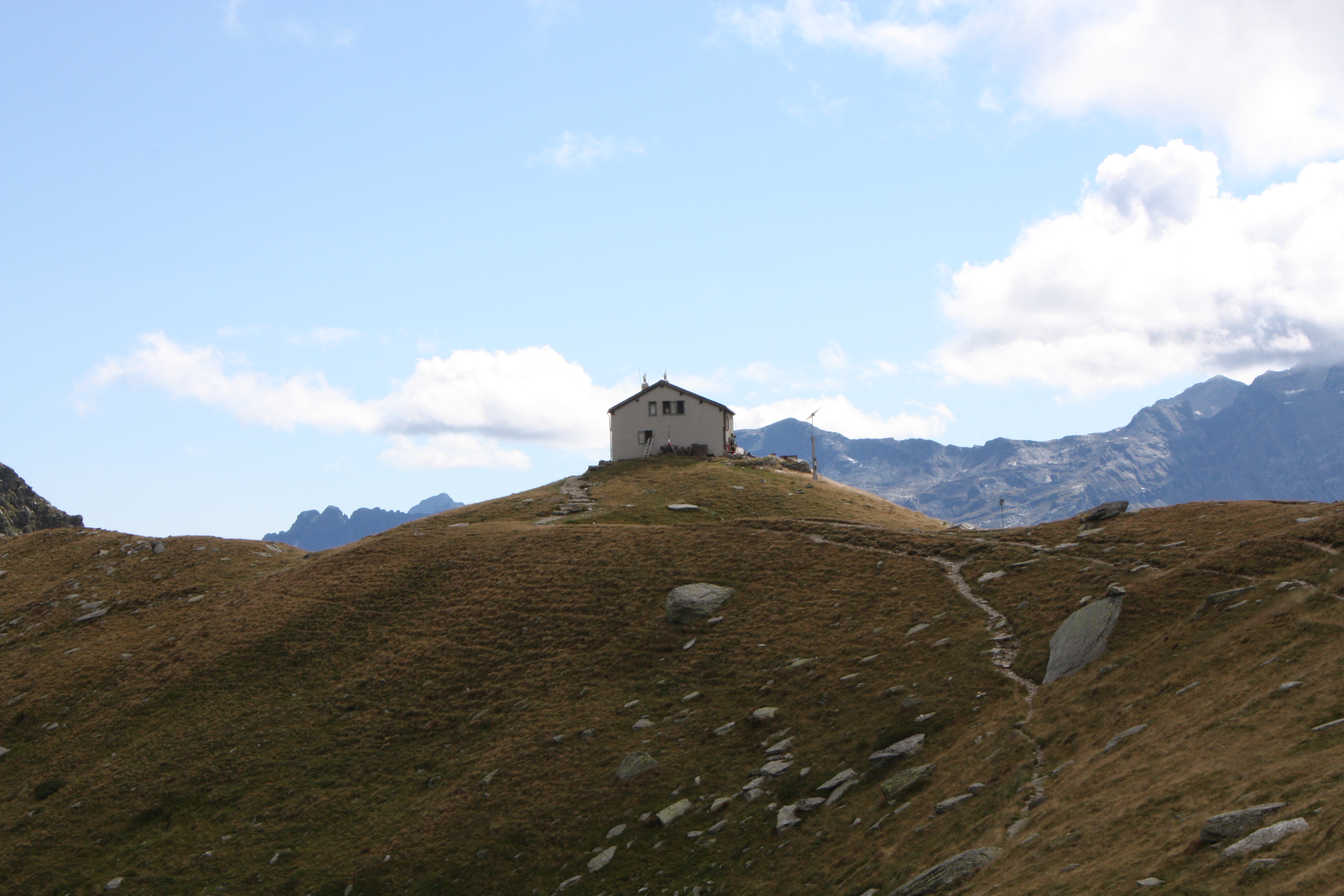
Rifugio Bertacchi

Le Alpi del Platta sono servite da alcuni rifugi e bivacchi:
- Bivacco Suretta - 2.748 m
- Bivacco Chiara Giuriani-Walter Borzi - 2.660 m
- Rifugio Giovanni Bertacchi - 2.175 m
- Rifugio Chiavenna - 2.044 m